# Gold Coast Suns
Gold Coast Suns är en professionell australisk fotbollsklubb från Gold Coast, Queensland. Klubben tävlar i Australian Football League.

## Klubblåt
| Engelsk originaltext | Svensk översättning |
| --- | ------------------- |
| We are the Suns of the Gold Coast sky We are one in the red, gold and blue We are the mighty Gold Coast Suns We play to win the flag for you Fight! Fight! Fight! Till we hold up the cup Run, run, run all the way Hey, we are the suns of the Gold Coast sky We're the team who never say "die"! |                     |